# Bélgica en el Festival de la Canción de Eurovisión 2018
Bélgica participará en el Festival de Eurovisión 2018 con "A Matter of Time" de Sennek. La cadena flamenca VRT se encargó de seleccionar internamente a Sennek, como responsable de la participación belga en Eurovisión.

## Historia de Bélgica en Eurovisión
Antes de la edición de 2018, Bélgica ha sido parte de Eurovisión un total de cincuenta y nueve veces desde su debut en el concurso inaugural de 1956. Desde entonces, el país solo ha logrado vencer en una ocasión, en 1986 con "J'aime la vie" de Sandra Kim. Tras la introducción de las semifinales, Bélgica se ha clasificado en seis ocasiones. No obstante, desde 2015 Bélgica nunca ha bajado del top 10 en la final. En 2017, lograron una cuarta plaza en la final con "City Lights", de Blanche.

## Elección interna
El 28 de septiembre de 2017 la VRT anunció que Sennek sería la representante belga en 2018 en medio del talk show Van Gils & gasten del canal Één. Sennek describió entonces su tema como una "canción de pop única con un aura misterioso". Finalmente, el 6 de marzo de 2018 se publicó su tema "A Matter of Time".

## En Eurovisión
El Festival de la Canción de Eurovisión 2018 tendrá lugar en el Altice Arena de Lisboa, Portugal y consistirá en dos semifinales el 8 y 10 de mayo y la final el 12 de mayo de 2018. De acuerdo con las reglas de Eurovisión, todas las naciones con excepción del país anfitrión y los "5 grandes" (Big Five) deben clasificarse en una de las dos semifinales para competir en la Gran Final; los diez mejores países de cada semifinal avanzan a esta final. Bélgica estará en la semifinal 1, actuando en el puesto 4.